# Carlo Fracchia
Carlo Fracchia (Sale, 4 marzo 1900 – 1944) è stato un calciatore italiano, di ruolo centrocampista.

## Caratteristiche tecniche
Giocatore grintoso e combattivo, veniva impiegato preferibilmente come mediano.

## Carriera
Inizia l'attività calcistica nell'Alessandria, squadra nella quale non viene mai impiegato. Nel 1920, insieme a numerosi compagni, passa al Piacenza a seguito del suo trasferimento nella città emiliana per completare gli studi. Con i biancorossi disputa 7 partite nel campionato di Prima Categoria 1920-1921, e al termine della stagione rientra in forza ai grigi, dove resta ancora come riserva fino al 1923.
Posto in lista di trasferimento, si trasferisce al Sud, ingaggiato dalla Cavese. Con i metelliani disputa due stagioni di Prima Divisione, e nella seconda contribuisce con 4 presenze all'accesso alle semifinali meridionali. Dopo la mancata iscrizione della Cavese ai successivi campionati torna in Piemonte militando nell'Albese, nel campionato di Seconda Divisione 1928-1929.